# Aigues-Vives (Ariège)
Aigues-Vives – miejscowość i gmina we Francji, w regionie Oksytania, w departamencie Ariège.
Według danych na rok 1990 gminę zamieszkiwały 462 osoby, a gęstość zaludnienia wynosiła 90 osób/km² (wśród 3020 gmin regionu Midi-Pireneje Aigues-Vives plasuje się na 621. miejscu pod względem liczby ludności, natomiast pod względem powierzchni na miejscu 1478.).